# Karin Lachmising
Karin Lachmising ('s-Gravenhage, 9 april 1964) is een Surinaams-Nederlandse schrijfster van onder meer gedichten, toneelstukken, essays en kinderboeken, en communicatiespecialist.

## Leven
Karin Lachmising werd geboren in 's Gravenhage en emigreerde met haar ouders naar Suriname in 1976, waar ze haar tienerjaren doorbracht. In 1983 kwam ze terug naar Nederland voor de studie marketing. Als communicatieprofessional werkt ze sinds 1985 op het gebied van interculturele communicatie en ontwikkeling en is ze een multidisciplinair persoon. Van 1997 tot 2018 werkte ze in Suriname als communicatiespecialist voor duurzame ontwikkeling, natuurbescherming en cultuur. Ze woont sinds 2018 weer in Nederland.

## Werk
Verbinding en inclusie zijn de rode draad in haar literaire werk en haar werk als communicatiespecialist: Lachmising gaat in op de relatie tussen mens en omgeving. Ze geeft schrijfworkshops en cursussen creatief schrijven en is als communicatiespecialist actief voor inclusie en diversiteit. Lachmising zet zich in voor rechtvaardigheid op het gebied van duurzame ontwikkeling, natuurbescherming en klimaatverandering. Ze begeleidt en implementeert capaciteitsopbouwprogramma's om het werk voor natuurbehoud van het Amazone-regenwoud te versterken. In Suriname begeleidde ze in de periode 2008-2018 diverse natuurbeschermingsprojecten die gemeenschappen betrekken bij participatieve processen. Vanaf 2007 heeft ze gewerkt met inheemse en marrongemeenschappen in het zuiden van Suriname en ze werkt sinds 2018 als freelance consultant voor betrokkenheid en communicatie voor internationale en nationale duurzame ontwikkelingsprogramma's met diverse groepen belanghebbenden en gemeenschappen.
Lachmising is als docent verbonden aan Schrijven in Utrecht.

## Literair werk
Lachmising was de eerste student die in 2012 afstudeerde aan de Schrijversvakschool Paramaribo. In 2013 debuteerde ze met de publicatie van haar dichtbundel Nergens groeit een boom die haar aarde niet vindt, gepubliceerd bij Uitgeverij In de Knipscheer. In 2012 werkte ze als organisator mee aan een congres van de Organisatie van Surinaamse Vrouwen, ook met de voordracht 'Woorden in beweging'. Op 30 april 2013 werd haar eerste theatermonoloog Ode aan Helstone opgevoerd in theater Thalia Suriname. Het stuk werd geschreven ter viering van de in 1853 geboren Surinaamse componist Johannes Nicolaas Helstone, 130 jaar na zijn geboorte. Helen Kamperveen regisseerde het stuk, Geoffrie Bell speelde de rol van Helstone en de muziek werd verzorgd door het Nationale Volksmuziekschoolorkest. In datzelfde jaar schreef ze in opdracht van Jeugdtheaterschool OnStage een Surinaamse bewerking van Shakespeare's Romeo en Julia, eveneens geregisseerd door Kamperveen. Voor OnStage werkte ze van 2013-2014 als dagelijks manager en dramacoach. Haar essays, opiniestukken  en achtergrondartikelen verschenen in het maandelijks opinieblad Parbode van 2012 tot en met 2018. In 2017 werd haar theaterstuk Ademhalen opgevoerd in Nickerie en Paramaribo. Het is een verhaal over de strijd van moedige vrouwen, geïnspireerd door de verhalen van vier vrouwen uit Nickerie over hun leven, tradities en emancipatie. Het stuk werd geregisseerd door Alida Neslo en de rollen werden gespeeld door Kavita Ramphal, Afiba Becker, Ilhaam Ahmadali en Evita Issa. In 2018 werd Ademhalen als theatertekst  gepubliceerd bij Uitgeverij In de Knipscheer

## Publicaties

### Boekuitgaven

#### Poëzie
- 2019 - Zeven rivieren ver (Uitgeverij in de Knipscheer, Haarlem, ISBN 978-9062657544)[2]
- 2013 - Nergens groeit een boom die haar aarde niet vindt (Uitgeverij in de Knipscheer, Haarlem, ISBN 9789-062658404)[3]

#### Theater
- 2017 - Ademhalen (Uitgeverij in de Knipscheer, Haarlem, ISBN 978-9062659746, theater)[4]

### Bijdragen aan bundels
- 2020 - Mi Sranan, nieuwe verhalen uit Suriname (Uitgeverij leeslicht/ eenvoudigcommuniceren.nl)[5]
- 2011 - De Onbestemmelingen; Ik heb je in mijn handpalm gegrift (Uitgeverij Kontrast, Oosterbeek)[6]
- 2010 - Zoveel zinnen, zoveel talen, Herboren, Gekunsteld, I grow your seed (Schrijversgroep  Suriname S’77)
- 2008 - Diversity is power, Anthology, South African and Surinamese writers. (Writers in exchange South Africa, Capetown.) (Gedichten 'Maybe' & 'Blessing in disguise')

### Essays
- 2012-2018. Maandelijks bijdrage essay in Parbode, magazine Suriname.
- 2012 - 'Brasa or hold' (essay over dislocatie), editie van Caribbean in transit, magazine 3.[7]

### Toneel
- 2017 - Ademhalen, een toneelstuk gebaseerd op de levensverhalen van vier vrouwen in een gemeenschap met sterke culturele tradities. Regie Alida Neslo. Première Paramaribo, 8 maart 2017.
- 2013 - Surinaamse bewerking van Shakespeare's Romeo and Julia, drama uitgevoerd op het zomerfestival 2013, door Jeugdtheater OnStage, Paramaribo. Regie Helen Kamperveen.
- 2013 - Helstone Monoloog,  monoloog uitgevoerd met het orkest van de Nationale Volksmuziekschoolorkest & Onstage Theater Suriname, Suriname. Regie Helen Kamperveen.[8]
- 2008 - Tekstbijdrage Cabaret Spokendans. Regie Thea Doelwijt.

### Vertalingen
- 2015 - Mi Gron, Engelse vertaling op de website ArtsEtc: http://www.artsetcbarbados.com/feature/mi-gron
- 2008 - De Surinoemer art news bulletin, gedicht 'Suriname' op http://www.arnoldschalks.nl/Surinoemer-7.pdf

### Kinderboeken
- 2012 - Kwaak, hier ben ik (Stichting Klimop)
- 2012 - Dit ben ik (Stichting Klimop)
- 2008 - Lija Sawo en Arimi met Marieke Heemskerk (Tweetalig - Trio/Nederlands - kinderboek over een inheems dorp in Suriname (Amazon Conservation Team Suriname).[9]
- 2008 - 'Eva naar het Internaat', verhaal in Wat Opa Rudi niet vertelde (Stichting Buku Tori)

### Journalistieke artikelen
- 2005 - Verslag festival ‘Carifesta’ in Suriname, in De Ware Tijd, ook column ‘Caribbean meets Suriname’.
- 2005 - 'Carifesta', in Cariforum magazine.
- 2000 - 'Carifesta, Caribbean festival of art and culture St. Kitts & Nevis, voor een dagblad en Pit magazine.
- 2000 - artikel over Santo Domingo, in Pit magazine.

## Theaterproducties
- 2015 - Night @ the zoo storytelling, van de National Vertelacademie. Suriname 40 jaar Surinaamse onafhankelijkheid.
- 2010 - Wan tru puwema unplugged, multimediale literaire productie.

## Filmdocumentaires
- 2009 - It is only then (script & regie; over Surinaamse inheemsen) (Amazon Conservation Team Suriname).
- 2008 - Writing in exchange festival South Africa Cape town (script & regie; over literaire uitwisseling Zuid-Afrika-Suriname (Schrijversgroep ’77 Suriname).
- 2005-2006 - Gosuntu Libi (script & regie) (over de gezondheid van marronkinderen (UNICEF Suriname & The Backlot).
- 2007 - Tien jaar knderontwikkeling (iCDI).
- 2006 - Schooluitval en arbeidskanden (script & regie, Infomercial (TANA, Foundation Towards a new Alternative TANA).